# Pascual Urdapilleta
Pascual de Urdapilleta Gutiérrez fue un arquitecto, militar e hidalgo español. Nacido en Zalla, Señorío de Vizcaya (País Vasco) a finales del siglo XVIII, falleció el 30 de septiembre de 1856 en Asunción del Paraguay. Sus restos descansan en el Cementerio de la Recoleta (Asunción) y una avenida de la capital paraguaya lleva su nombre.
Como militar, participó de la Guerra Anglo-Española de 1796-1808, aunque recién estuvo en el teatro de operaciones en la parte final de las llamadas Invasiones Inglesas en el Virreinato del Río de la Plata. Además, tuvo un rol activo luchando durante la Expedición de Belgrano al Paraguay como Comandante de la Artillería en las Batallas de Paraguarí y Tacuarí. 
Es también reconocido por ser arquitecto y maestro constructor de la Catedral de Asunción y la reestructuración del Cabildo de Asunción, que en su tiempo era sede del Congreso y que actualmente es el Centro Cultural de la República.

## Origen
La familia Urdapilleta tiene orígenes confusos hasta la fecha. Se remontan a la Gascuña, según se cree.[¿quién?]
Los Urdapilleta eran hidalgos de antiguo linaje en el País Vasco. Estaban vinculados a la Casa de Çelayarán y muchos de ellos tomaron parte activa en la vida social y política de las provincias vascas. Un famoso comerciante, terrateniente y capitán de marina era Manuel de Urdapilleta, que sirvió al Imperio Español en la segunda mitad del siglo XVIII. En los archivos de la Provincia de Vizcaya de inicios del siglo XIX también aparece Pedro Antonio de Urdapilleta, residente en Vitoria, como "Administrador de Bienes Nacionales".
Pascual nació en Zalla, Señorío de Vizcaya, siendo bautizado el 17 de mayo de 1780. Sus padres fueron Josef de Urdapilleta y Gaztaka y Francisca Gutiérrez y Ruiz de Somorcurio. Ostentaba título de hidalguía y llegó al Paraguay en 1808 (probablemente a pedido del Gobernador Velasco), estableciendo residencia al contraer matrimonio con Cesarea Carísimo de Haedo y Escadajillo, con quien tuvo diez hijos.

## Carrera militar e independencia del Paraguay

### Contra ingleses y Contra Belgrano
En 1804, Bernardo de Velasco, experimentado militar y funcionario del Imperio Español, se convertía en sucesor de Santiago de Liniers en la Gobernación de las Misiones Guaraníes. A causa del largo conflicto que España mantenía con el Imperio Británico, los gobernadores y líderes en las Provincias del Río de la Plata, con temores de una inminente ataque de los británicos (que terminaría ocurriendo en 1806 y 1807), solicitaron refuerzos militares a la metrópoli. Se cree que Pascual de Urdapilleta llegó al Virreinato del Río de la Plata a finales de 1806 o principios de 1807 y es muy probable que haya participado como militar en las acciones defensivas del Imperio Español contra las Invasiones Inglesas.
Urdapilleta formó parte de los 200 cabildantes en el famoso Congreso del 24 de julio de 1810, donde se inicia la Independencia del Paraguay.
En respuesta a las decisiones tomadas por el citado Congreso, que implicaban la completa autonomía y separación del Paraguay del dominio de Buenos Aires, la "Junta Porteña" decide enviar al Brigadier Manuel Belgrano para someter al Gobierno de Asunción. Con aproximadamente 1500 hombres bien armados y experimentados (reforzados luego por cerca de 500 más, totalizando alrededor de 2000 soldados), el 19 de diciembre de 1810 Belgrano venció en el Combate de Campichuelo a una patrulla de observación paraguaya mandada por el capitán Pablo Thompson, y luego volvería a triunfar en la Refriega de Maracaná, el 6 de enero de 1811.
A duras penas, Velasco logra juntar 300 españoles (Urdapilleta entre ellos) para defender la provincia. Pero los nativos paraguayos, oyendo el llamado a la batalla, se enrolan masivamente y con gran fervor patriótico, armándose con picos, piedras y viejos trabuquetes para resistir a los "porteños", congregándose un ejército de por lo menos 5000 soldados, pero armados con poco más de 500 fusiles recogidos de todo el país, que fueron distribuidos en un "cuerpo especial" creado por Velasco, además de unos 15 cañones anticuados.
Al iniciarse la batalla de Paraguarí, los hombres de Belgrano parecían tomar el campo. Velasco se retiró en las proximidades de Yaguarón, dejando el mando al Cnel. Juan Manuel Gamarra y la artillería, en reserva, a Urdapilleta. Gracias a la valiente acción de los paraguayos que resistieron y contraatacaron, liderados por el coronel Manuel Atanasio Cabañas y el capitán Fulgencio Yegros, los paraguayos recuperaron la posición y derrotaron a las fuerzas porteñas, que se retiraron hacia el río Tebicuary, en el Sur.
En la batalla de Tacuarí, de nuevo Urdapilleta fue enviado de refuerzo para las tropas paraguayas. Partió de Yaguarón junto a 400 hombres y se pone bajo órdenes de Gamarra. El Ejército se divide en cuatro secciones, una de ellas (la artillería) bajo su mando. Tras alcanzarse la victoria completa sobre las tropas "porteñas", Cabañas consultó con toda su plana mayor de oficiales, entre ellos el teniente coronel Urdapilleta, sobre la conducta que debía seguirse con el Brig. Manuel Belgrano y los prisioneros. Pascual fue de la opinión mayoritaria: debía perdonarse la vida de Belgrano y sus hombres, rindiéndoles honores por la batalla, pero quedándose los paraguayos con los trofeos y las armas.

### Durante la Independencia
Tras la Independencia del Paraguay, su condición de extranjero le impidió la posibilidad de ejercer mandos militares. Así empezó a dedicarse a la arquitectura, la que había dejado muy de lado por su carrera castrense. Muchas casas y edificaciones del periodo reciente de independencia fueron diseñadas por él. Además, se asoció con varios amigos para fabricar suelas.
Su hijo, José Vicente, asesina en un desventurado evento al carpintero Benito Pintos. Era menor de edad cuando ocurrió el suceso. Se lleva a cabo un juicio, auspiciado por Gaspar Rodríguez de Francia, mandatario del Paraguay con el que se condena al padre, su hijo y el abogado defensor Mariano Molas a pago de multa confiscatoria. Los tres estaban presos a la muerte del dictador, hasta que Carlos Antonio López los libera en 1841.
Sin embargo, las penurias, sobre todo sociales, no acaban para Urdapilleta. El gobierno paraguayo lo despide injustificadamente mientras llevaba a cabo obras urbanísticas en la capital. Se encontraba enfermo en el momento en que López lo despide, atribuyendo como causales la "condescendencia con la que trataba a los empleados que acometían faltas laborales durante la construcción". En realidad, nunca fueron probadas dichas acusaciones y O'Leary llegó a sentenciar que la furia de Carlos Antonio fue en realidad por envidia y recelos políticos más que verdaderos motivos laborales.
Así, el 25 de febrero de 1845 (según O'Leary), Carlos Antonio López comete uno de los escasos errores que se pueden imputar a su gobierno: rechaza la solicitud de nacionalización presentada en diciembre de 1844 por el arquitecto y militar vasco Pascual Urdapilleta, héroe de Tacuarí.

## Obras de arquitectura

### Catedral de Asunción
En febrero de 1842, el gobierno paraguayo decide derrumbar la vieja estructura de la antigua catedral y reemplazarla por una nueva. Se realiza un concurso pericial en donde se selecciona al arquitecto vasco Pascual Urdapilleta y a su diseño como los adecuados para la construcción de la nueva catedral. La construcción del edificio concluiría en 1846 en el barrio Catedral (Asunción). 
Varias personas auxiliaron a Urdapilleta en los trabajos relacionados con la Catedral, se puede citar entre ellos a Carlos Zucchi, Tomás Bergés y Patricio Aquino.

### Reforma Actual del Cabildo
En 1841, los cónsules Carlos Antonio López y Mariano Roque Alonso concluyeron, después de varios peritajes, que era necesario un edificio para albergar las reuniones legislativas y que el Cabildo, que no estaba siendo utilizado en esos tiempos, era apropiado para dicho menester. Deciden contratar al arquitecto Urdapilleta, quien en mayo de 1843 inicia el proceso de refacción del Cabildo. A finales de enero de 1844 la obra estaba mayormente terminada y el antiguo edificio terminó convirtiéndose en la sede del Congreso, con su salón de asamblea y las respectivas oficinas y dependencias que eran requeridas.
Actualmente el Edificio del Cabildo es sede del Centro Cultural de la República.

### Cementerio de la Recoleta
En 1842 uno de sus últimos trabajos fue la realización de los planos y diseños originales de la Iglesia del Santísimo Sacramento y de los muros que forman parte del Cementerio de la Recoleta, dicha obra fue continuada por el arquitecto Tomás Verges, iniciando en 1853 y finalizando en 1860, años después de la muerte de Urdapilleta.

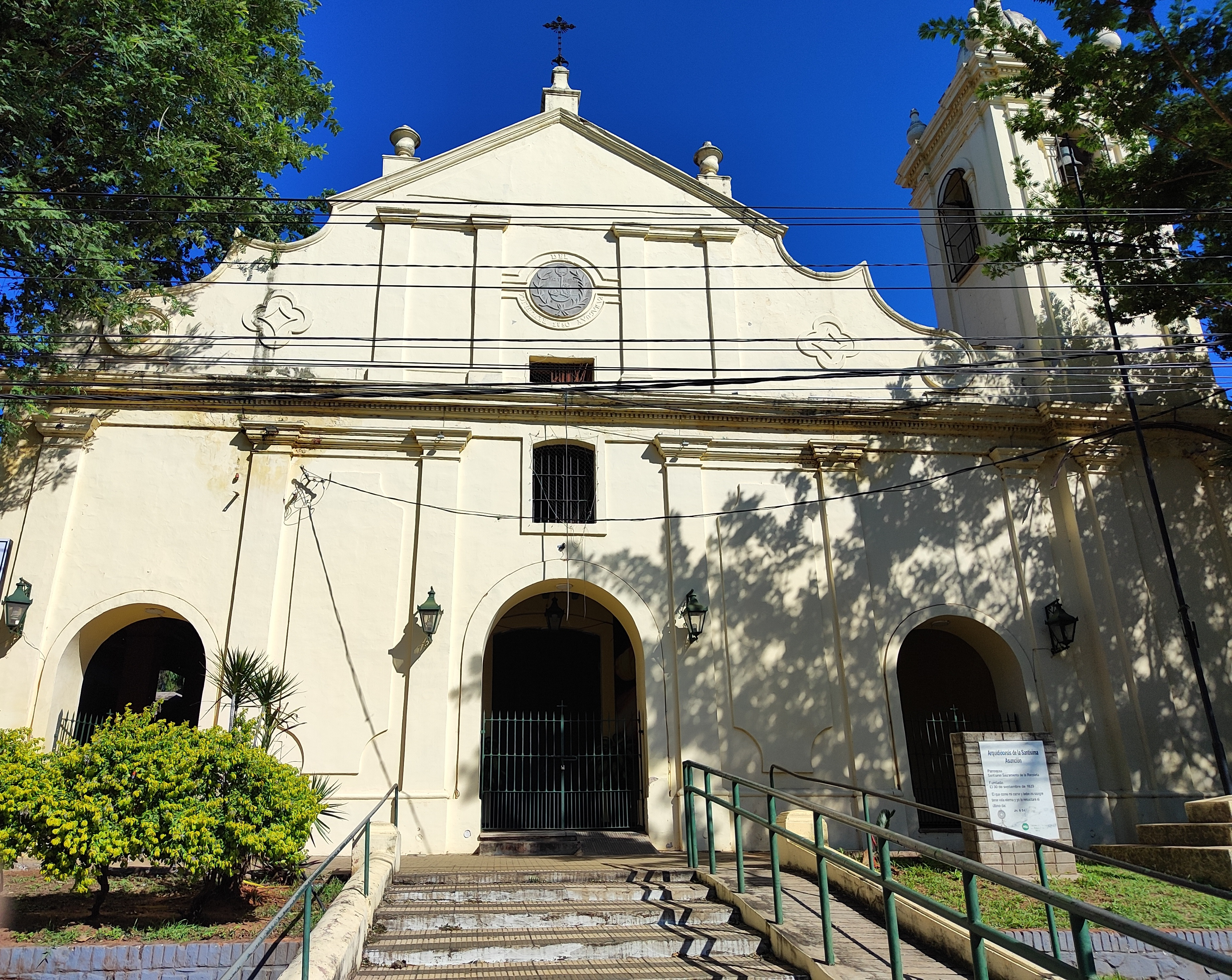
Iglesia del Santísimo Sacramento de la Recoleta.

### Sus hijos
Todos sus hijos y sus nietos tuvieron destacada participación en la vida social y política del Paraguay desde la Independencia hasta la Guerra de la Triple Alianza, al igual que algunos de sus bisnietos y tataranietos. Entre ellos se cuentan dos historiadores y escritores de importancia en el Paraguay, Juan O'Leary y José Luis Appleyard.
Su primogénito, Andrés Antonio, hospedó al coronel Juan Crisóstomo Centurión y fue fusilado en San Fernando durante la gran contienda, a la edad de 58 años. La misma suerte corrió su hermano José Vicente, quien fue padre de uno de los héroes de la guerra, el artillero José Pantaleón Urdapilleta.
Así mismo, su quinto hijo, Pascual (al igual que el padre), fue teniente coronel del Ejército Paraguayo durante la "Guerra Guasú" y falleció durante la contienda en la batalla de Ita Yvaté, dejando un huérfano, Genaro.
Las hijas de Pascual de Urdapilleta, Ramona y Dolores, fueron "destinadas", al igual que algunas de sus nietas.